# Karin Svensdotter
Karin Svensdotter var en kvinna som ställdes inför rätta år 1656 för att ha haft samlag med Älvakungen.
År 1656 ställdes Karin Svensdotter, som arbetade som piga, inför rätta vid Västra Härads ting i Sävsjö i Småland. Hon bekände sig ha fött sju barn åt Älvakungen. Hon uppgav bland annat att hon hade färdats med honom in i berget Grönskulle, där de dansat och sjungit med andra. Han beskrivs som en stilig man i gyllene kläder, kallade sig Älvakungen eller Älven, och han hade givit henne smycken och andra gåvor. Hon uppgav sig ha fött deras barn under de anfall hon ofta drabbades av, och som hade bevittnats av andra. Under anfallen hade älvakungen hämtat deras barn och fört bort dem, och efter anfallen hade hon blivit mycket trött. Karins Svensdotters husbonde vittnade om att Karin ofta sökte efter sina barn i skogen. Målet var ovanligt och myndigheterna tvekade länge om hur det skulle hanteras. Göta hovrätt bedömde efter råd från Växjö domkapitel och Linköpings domkapitel att Satan i Älvakungens skepnad hade gjort henne sinnesförvirrad, och man uppmanade församlingen att be för henne. Hennes släktingar försåg henne med ett silverkors som skydd mot onda makter, och efter detta ska samlagen ha upphört.
Det förekom under 1600- och 1700-talen i Sverige att människor ställdes inför rätta efter att ha berättat om sex med naturväsen. Det var dock oftare män som ställdes inför rätta i just dessa fall: ett av andra få fall mot en kvinna var det mot Ragnill Pedersdotter 1620. Dödsdomar var vanliga under sådana mål, men de omvandlades vanligen till mildare straff av högre domstol. I Sveriges lag fanns det inga uttryckliga förbud för detta, men eftersom det rörde sig om samlag med icke-mänskliga varelser föll målen om sex med naturväsen under lagen om tidelag. Enligt kyrkan var dessa väsen skepnader som Djävulen och hans demoner antog för att förföra människor.